# Phyllotreta ziegleri
Phyllotreta ziegleri là một loài bọ cánh cứng trong họ Chrysomelidae. Loài này được Lohse miêu tả khoa học năm 1980.